# Antonia Monreal Andrés
Antonia Monreal Andrés (Cádiz, 18 de junio de 1872-1927) fue una médica española. Se graduó en 1896, en la Facultad de Medicina (Universidad de Cádiz), convirtiéndose en la primera mujer graduada en Medicina en Andalucíay entre las primeras mujeres licenciadas en medicina de España.

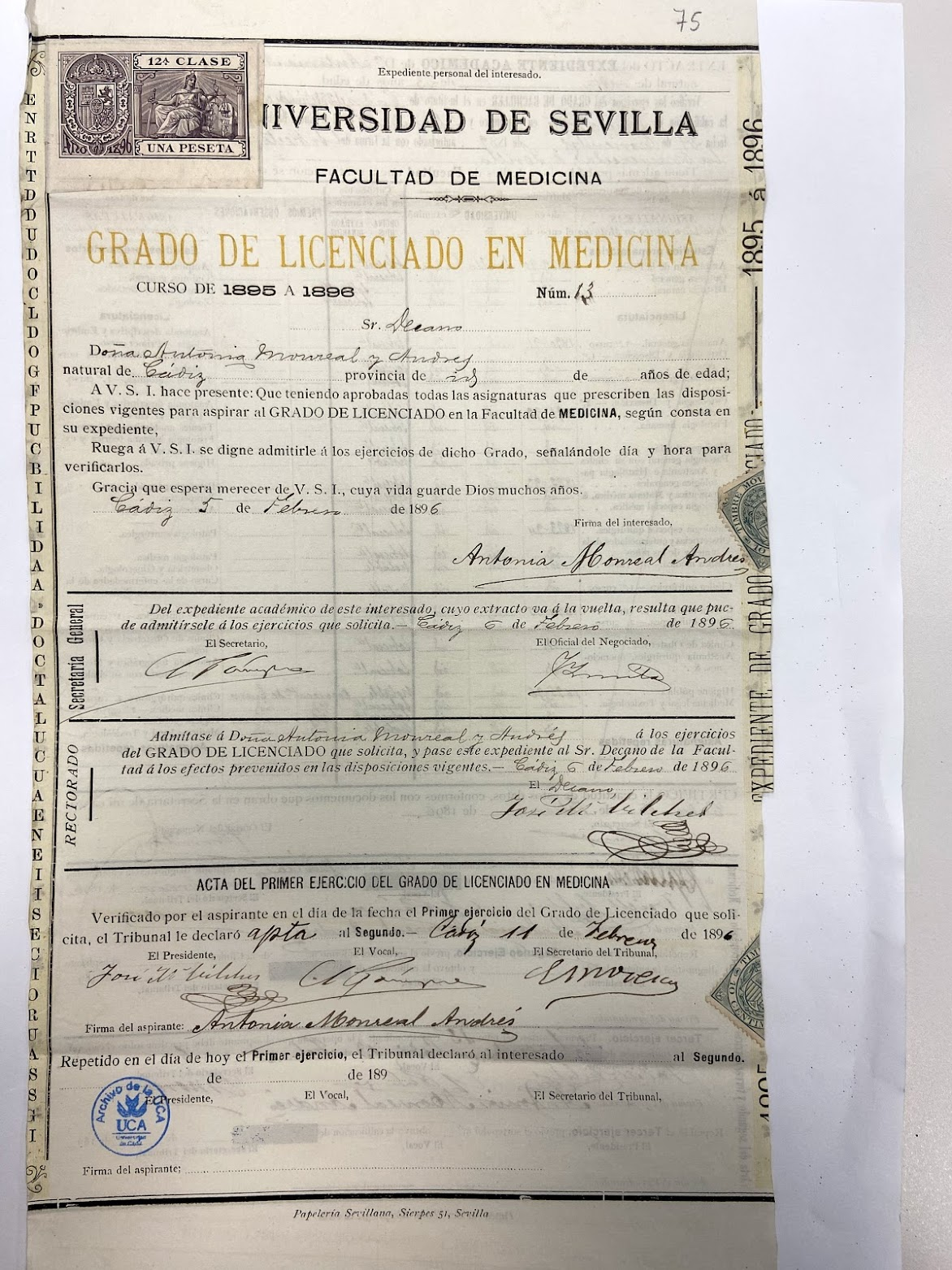
Título de Medicina de Antonia Monreal Andrés

## Trayectoria
Nació en Cádiz en 1872. Era hija de Josefa Andrés, también de Cádiz, y del comerciante de Cartagena Pascual Monreal. Fue una de las primeras estudiantes en el Instituto Provincial Columela, donde obtuvo el grado de Bachiller en 1889, según consta en el Archivo Histórico Provincial de Cádiz.
Cursó parte del bachillerato en el Colegio Pestalozziano de Cádiz, colegio basado en los postulados del pedagogo suizo Johann Heinrich Pestalozzi, (1882-1884), alternando con enseñanza doméstica (1885-88) y con enseñanza por libre (1890). Por su expediente, se sabe que cursó estudios de alemán, por entonces, una lengua muy requerida entre los estudiantes de Medicina, y que obtuvo el grado de bachiller con la calificación de sobresaliente.
Debió cursar estudios de medicina entre 1890 y 1896, año en el que consta su expediente de Grado de Licenciado en Medicina. Según su expediente en la Facultad de Medicina de la Universidad de Cádiz obtuvo una calificación de sobresaliente. Según José Ramón Barroso, del Archivo Histórico de la provincia de Cádiz, en el Periódico El Guadalete, de Jerez y del Puerto, se ha encontrado una noticia donde indica: “Triunfo completo […] en el día de ayer ha terminado sus exámenes en nuestra Facultad de Medicina la distinguida y bella señorita de esta localidad Doña Antonia Monreal y Andrés aprobando con nota de sobresaliente”.
Aunque en principio se dudo sobre el hecho de si llegó a ejercer como profesional de la Medicina, José Ramón Barroso ha encontrado diversas pruebas que lo corrobora. En principio, porque estuvo inscrita como especialista en la Guía Rossetty, documento histórico donde pueden consultarse los establecimientos de la ciudad y la provincia, a modo de guía de profesionales, comerciantes, industriales y artistas. El nombre de Antonia Monreal y Andrés aparece en los años 1888, 1889 y 1900, como la titular del establecimiento profesional, ubicado en la Calle José del Toro 23, especializado en Medicina y Cirugía, especialista en Partos y Enfermedades de la Mujer y Niños, y consultas diarias de 2 a 4, y de gratuidad los Lunes, Miércoles y Viernes. También se ha encontrado una noticia en el periódico del Guadalete, en el año 1897, donde se publicita una consulta médica, en el mismo inmueble citado, con varios especialistas más. Finalmente, se ha encontrado indicios de su ejercicio profesional médico, por el cobro del impuesto por la Patente de Médico, puesto que toda aquella persona que ejercía y abría consulta, debía pagar una cantidad por su ejercicio, lo cual quedaba recogido en los Libros de Registro de Hacienda. Antonia Monreal Andrés aparece con el número 8, especialista que ejercía en la dirección Cayetano del Toro. 

## Reconocimientos
En 2022, el Museo de Cádiz homenajeó a Monreal en el Día Internacional de la Mujer, que se celebra el 8 de marzo, en una actividad temática titulada "Las mujeres también están en los museos". En el mismo evento, además de a Monreal, también se visibilizó a otras mujeres relevantes andaluzas.
La Diputación de Cádiz rinde homenaje a 16 mujeres pioneras en la lucha por la igualdad con la Agenda 2023, entre las cuales se incluye a Antonia Monreal Andrés
La familia Monreal y Andrés dona su orla de graduación al Archivo Histórico Provincial de Cádiz.
En 2024, la Asociación de Mujeres Investigadoras y Tecnólogas de Andalucía pone en marcha el Premio Antonia Monreal para Trabajos de Investigación dirigido a reconocer el trabajo realizado por el estudiantado de Educación Primaria, centrado en ofrecer datos y experiencias sobre la educación científica en las niñas y niños.